# Temporada 2023 del Campeonato de España de Autocross
La temporada 2023 es la 46.ª edición del Campeonato de España de Autocross. Empezó el 6 de mayo en el Autocross de Esplús y terminará el 29 de octubre en el Autocross Jerez de los Caballeros.

## Calendario
| N.º | Fecha                         | Prueba                       |
| --- | ----------------------------- | ---------------------------- |
| 1   | 6-7 de mayo                   | CEAX Esplús                  |
| 2   | 17-18 de junio                | CEAX Cerro Negro             |
| 3   | 8-9 de julio                  | CEAX Carballo                |
| 4   | 5-6 de agosto                 | CEAX Arteixo                 |
| 5   | 2-3 de septiembre             | CEAX Miranda de Ebro         |
| 6   | 30 de septiembre-1 de octubre | CEAX Ara Lleida              |
| 7   | 28-29 de octubre              | CEAX Jerez de los Caballeros |

## Resultados

### Campeonato División I
| Pos. | Piloto               | 1  | 2  | 3   | 4 | 5 | 6 | 7 | Total |
| ---- | -------------------- | -- | -- | --- | - | - | - | - | ----- |
| 1.   | Tomás Aranda         | 22 | 20 | 19  |   |   |   |   | 61    |
| 2.   | Rafael Gallardo      | 22 | 22 | 14  |   |   |   |   | 58    |
| 3.   | Jesús Lorenzo        | 17 | 24 | 14  |   |   |   |   | 55    |
| 4.   | José A. Moratilla    |    | 9  | 21  |   |   |   |   | 30    |
| 5.   | Jesús María Llorente | 13 | 16 | DES |   |   |   |   | 29    |

### Campeonato División II
| Pos. | Piloto                   | 1  | 2  | 3  | 4 | 5 | 6 | 7 | Total |
| ---- | ------------------------ | -- | -- | -- | - | - | - | - | ----- |
| 1.   | Gabriel Serrano          | 24 | 5  | 25 |   |   |   |   | 54    |
| 2.   | Julio Sotelo García      | 10 | 24 | 16 |   |   |   |   | 50    |
| 3.   | José Iván Cordero        | 22 | 18 | 7  |   |   |   |   | 47    |
| 4.   | Francisco Javier Cañadas | 16 | 20 | 5  |   |   |   |   | 41    |
| 5.   | José María Escuder       | 7  | 9  | 18 |   |   |   |   | 34    |

### Campeonato División Buggy
| Pos. | Piloto                 | 1  | 2  | 3  | 4 | 5 | 6 | 7 | Total |
| ---- | ---------------------- | -- | -- | -- | - | - | - | - | ----- |
| 1.   | Joan E. De María Bosch | 23 | 26 | 23 |   |   |   |   | 72    |
| 2.   | Carlos Hernando Saiz   | 19 | 20 | 21 |   |   |   |   | 60    |
| 3.   | Eduard Bañeres         | 17 | 17 | 25 |   |   |   |   | 59    |

### Campeonato División Buggy 1,6
| Pos. | Piloto              | 1  | 2  | 3  | 4 | 5 | 6 | 7 | Total |
| ---- | ------------------- | -- | -- | -- | - | - | - | - | ----- |
| 1.   | Sabino García Gómez | 18 | 16 | 16 |   |   |   |   | 50    |
| 2.   | Cristian Daparte    | 16 | 18 | 14 |   |   |   |   | 48    |
| 3.   | Jesús Daparte       |    | 20 | 18 |   |   |   |   | 38    |
| 4.   | Igor Aguirrebeña    | 20 |    |    |   |   |   |   | 20    |

### Campeonato División Carcross
| Pos. | Piloto          | 1  | 2  | 3  | 4 | 5 | 6 | 7 | Total |
| ---- | --------------- | -- | -- | -- | - | - | - | - | ----- |
| 1.   | Iván Piña       | 26 | 26 | 25 |   |   |   |   | 77    |
| 2.   | Josep Arqué     | 16 | 24 | 19 |   |   |   |   | 59    |
| 3.   | David Masoliver | 6  | 15 | 15 |   |   |   |   | 36    |
| 4.   | Joan Salichs    | 16 | 18 | 0  |   |   |   |   | 34    |

### Campeonato División Marcas Carcross
| Pos. | Piloto       | 1  | 2  | 3  | 4 | 5 | 6 | 7 | Total |
| ---- | ------------ | -- | -- | -- | - | - | - | - | ----- |
| 1.   | Semog        | 30 | 32 | 38 |   |   |   |   | 100   |
| 2.   | Kincar       | 30 | 32 | 26 |   |   |   |   | 88    |
| 3.   | Yacar Racing | 21 | 26 | 18 |   |   |   |   | 65    |
| 4.   | Labase       | 22 |    | 23 |   |   |   |   | 45    |
| 5.   | MV Racing    | 17 | 17 |    |   |   |   |   | 34    |

### Campeonato División Júnior Carcross
| Pos. | Piloto         | 1  | 2  | 3  | 4 | 5 | 6 | 7 | Total |
| ---- | -------------- | -- | -- | -- | - | - | - | - | ----- |
| 1.   | Quim González  | 11 | 24 | 26 |   |   |   |   | 61    |
| 2.   | Diego Martínez | 12 | 26 | 12 |   |   |   |   | 50    |
| 3.   | Luis Quintana  | 23 | 4  | 20 |   |   |   |   | 47    |

### Copa División Carcross Series
| Pos. | Piloto           | 1  | 2  | 3  | 4 | 5 | 6 | 7 | Total |
| ---- | ---------------- | -- | -- | -- | - | - | - | - | ----- |
| 1.   | Pon Durán        | 19 | 25 | 17 |   |   |   |   | 61    |
| 2.   | Josep Aranda     | 24 | 18 | 18 |   |   |   |   | 60    |
| 3.   | Carlos Domínguez | 13 | 24 | 3  |   |   |   |   | 40    |
| 4.   | Mario Burgueño   | 21 | 8  | 9  |   |   |   |   | 38    |